# أل جرونوالد
أل جرونوالد (بالإنجليزية: Al Grunwald)‏ هو لاعب كرة قاعدة أمريكي، ولد في 13 فبراير 1930 في لوس أنجلوس في الولايات المتحدة، وتوفي في 18 يناير 2011 في Chatsworth, Los Angeles ‏ في الولايات المتحدة.

## روابط خارجية
- أل جرونوالد على موقع الدوري الياباني لكرة القاعدة (الإنجليزية)